# Antonino Galeani

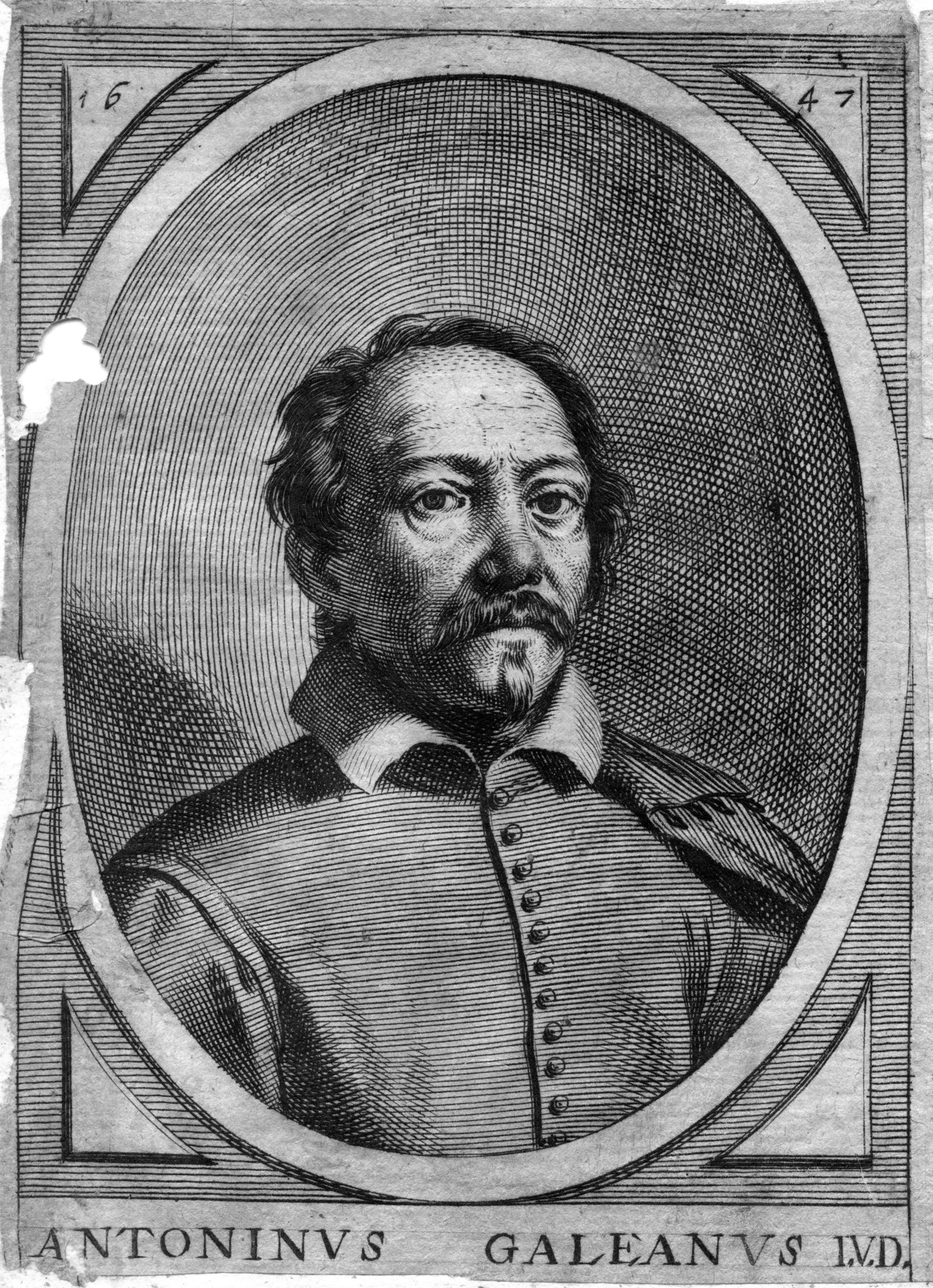

Antonino Galeani (Piacenza, ... – 1649) è stato un poeta italiano.
Fu un seguace del marinismo.

## Opere
- Ad Raynutium Farnesium Placentiæ, Parmæ, &c. ducem serenissimum, maturescente optatiss. serenissimæ Margaritæ Aldobrandinæ eius vxoris partu, Antonini Galeani Placentini vaticinia (Placentiae : ex typographia Ioannis Bazachij, 1610)
- Supplica per la pace al sereniss. di Piacenza, Parma, etc. Raccomandata al s. Giacomo Gaufrido secret. di stato da Antonino Galeani (In Piacenza : per Gio. Antonio Ardizzone stampator camerale, 1637)